# Елдърсли
Елдърсли (на английски: Elderslie) е село в област Ренфрушър, централна Шотландия. Населението му е около 5330 души (2016).
Разположено е на 22 метра надморска височина в Средношотландската низина, на 4 километра югозападно от Пейзли и на 14 километра западно от центъра на Глазгоу. Селището съществува от Средновековието и е смятано за родно място на шотландския национален герой Уилям Уолъс. Днес то е предимно жилищно предградие на Глазгоу.

## Известни личности
Родени в Елдърсли
- Ричард Мадън (р. 1986), актьор
- Уилям Уолъс (1270 – 1305), военачалник